# Vladikavkaz
Vladikavkaz (en ossète : Дзæуджыхъæу, Dzæudžyqæu ; en russe : Владикавказ ; parfois francisé en « Vladicaucase »), durant la période soviétique Ordjonikidzé (Орджоникидзе) et Dzaoudjikaou (Дзауджикау), est la capitale de la république d'Ossétie-du-Nord-Alanie, en Russie. Sa population s'élevait à 308 285 habitants en 2013.

## Toponymie
Le nom Vladikavkaz signifie littéralement « maître du Caucase » en russe et a été donné au fort par Pavel Potemkine en 1784. La ville est rebaptisée Ordjonikidzé en 1931 en l'honneur du révolutionnaire géorgien et homme politique soviétique Grigory Ordjonikidze. En 1944, l'oukaze no 795 du soviet suprême renomme la ville en Dzaoudjikaou, d'après son nom ossète. Elle retrouve le nom d’Ordjonikidzé le 24 février 1954 et reprend finalement son nom initial de Vladikavkaz le 20 juillet 1990.

## Géographie
Vladikavkaz est située dans le sud-est de la république au pied des montagnes du Caucase, sur le fleuve Terek. Elle se trouve à 1 364 km au sud de Moscou.

### Climat
| Mois                                        | jan.       | fév.       | mars       | avril      | mai       | juin     | jui.      | août      | sep.      | oct.      | nov.       | déc.      | année      |
| ------------------------------------------- | ---------- | ---------- | ---------- | ---------- | --------- | -------- | --------- | --------- | --------- | --------- | ---------- | --------- | ---------- |
| Température minimale moyenne (°C)           | −5,2       | −4,7       | 0          | 5          | 10,2      | 14,1     | 16,6      | 16,3      | 11,7      | 6,3       | 0,3        | −3,8      | 5,6        |
| Température moyenne (°C)                    | −1,7       | −0,9       | 3,9        | 9,6        | 14,8      | 18,7     | 21,2      | 20,8      | 16,1      | 10,5      | 3,8        | −0,3      | 9,7        |
| Température maximale moyenne (°C)           | 3,5        | 4,6        | 9,4        | 15,5       | 20,5      | 24,5     | 26,8      | 26,6      | 21,9      | 16,2      | 9          | 5         | 15,3       |
| Record de froid (°C) date du record         | −27,2 1950 | −27,8 1969 | −22,5 1928 | −10,2 1929 | −6,1 1949 | 2,2 1967 | 6,4 1912  | 6 1980    | 0 1910    | −10 1977  | −23,1 1931 | −25 1948  | −27,8 1969 |
| Record de chaleur (°C) date du record       | 21,1 2021  | 23 1978    | 30,3 2008  | 34 1998    | 37,2 2021 | 38 1990  | 37,5 2000 | 39,2 2006 | 38,2 2010 | 33,5 1998 | 28,7 1932  | 27,2 2010 | 39,2 2006  |
| Ensoleillement (h)                          | 105        | 111        | 125        | 149        | 187       | 203      | 207       | 199       | 163       | 147       | 112        | 105       | 1 813      |
| Précipitations (mm)                         | 31         | 34         | 62         | 94         | 148       | 181      | 112       | 90        | 71        | 62        | 40         | 30        | 955        |
| dont neige (cm)                             | 8          | 9          | 4          | 0          | 0         | 0        | 0         | 0         | 0         | 0         | 1          | 5         | 27         |
| Record de pluie en 24 h (mm) date du record | 30 1978    | 33 1998    | 48 1966    | 57 2012    | 118 1978  | 131 1931 | 113 1980  | 87 2009   | 83 1913   | 42 2001   | 44 1995    | 35 1983   | 131 1931   |
| Nombre de jours avec précipitations         | 4          | 4          | 10         | 16         | 18        | 19       | 16        | 14        | 14        | 13        | 10         | 6         | 144        |
| Humidité relative (%)                       | 79         | 79         | 78         | 74         | 76        | 76       | 74        | 75        | 79        | 80        | 81         | 80        | 78         |
| Nombre de jours avec neige                  | 12         | 13         | 11         | 2          | 0,2       | 0        | 0         | 0         | 0         | 1         | 7          | 10        | 56         |
| Nombre de jours d'orage                     | 0,1        | 0          | 0,1        | 1          | 6         | 8        | 7         | 5         | 2         | 0,4       | 0          | 0,1       | 30         |
| Nombre de jours avec brouillard             | 9          | 8          | 7          | 3          | 1         | 0        | 0,3       | 0         | 1         | 4         | 9          | 10        | 52         |

| Diagramme climatique                                  |           |        |         |             |             |             |            |            |           |        |         |
| J                                                     | F         | M      | A       | M           | J           | J           | A          | S          | O         | N      | D       |
| 3,5−5,231                                             | 4,6−4,734 | 9,4062 | 15,5594 | 20,510,2148 | 24,514,1181 | 26,816,6112 | 26,616,390 | 21,911,771 | 16,26,362 | 90,340 | 5−3,830 |
| Moyennes : • Temp. maxi et mini °C • Précipitation mm |           |        |         |             |             |             |            |            |           |        |         |

## Histoire
La ville est fondée en 1784 en tant que fort au début de la conquête russe du Caucase et pendant de nombreuses années elle constitue la principale base militaire russe de la région. La grande route nord-sud construite au début du XIXe siècle y passe, et, en 1875, la ligne de chemin de fer qui la relie à Rostov-sur-le-Don et Bakou en Azerbaïdjan. Vladikavkaz est la capitale de l'oblast du Terek de 1860 à 1920. Elle devient également une ville industrielle importante et notamment sidérurgique, pour la région.
En février 1919, la ville est prise par l'Armée des Volontaires anti-communiste de Dénikine, qui en est chassée à son tour par l'Armée rouge en mars 1920. La ville devient successivement la capitale de la République socialiste soviétique autonome montagnarde de 1921 à 1924, puis de l'oblast autonome d'Ossétie-du-Nord en 1924, devenu la République socialiste soviétique autonome d'Ossétie-du-Nord en 1936.
Pendant la Seconde Guerre mondiale, les forces allemandes tentent sans succès de s'emparer de la ville en novembre 1942. La ville est le point le plus à l'est où elles sont parvenues en Union soviétique.
En 1999 et en 2008, la ville a été la cible d'attentats[réf. nécessaire].

## Population

### Démographie
Recensements (*) ou estimations de la population.

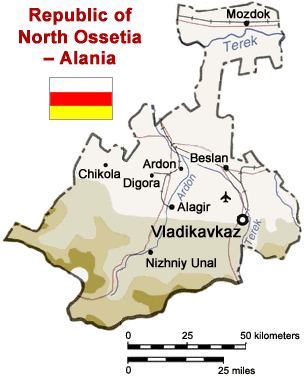
Carte de l'Ossétie du Nord (Russie)

| 1897*  | 1923   | 1926*  | 1939*   | 1959*   | 1970*   |
| ------ | ------ | ------ | ------- | ------- | ------- |
| 43 740 | 68 300 | 73 603 | 130 755 | 164 420 | 236 200 |

| 1979*   | 1989*   | 2002*   | 2010*   | 2012    | 2013    |
| ------- | ------- | ------- | ------- | ------- | ------- |
| 278 930 | 300 198 | 315 068 | 311 635 | 310 070 | 308 285 |

### Nationalités
Sa population comprend :
- 59,5 % d'Ossètes ;
- 27,6 % de Russes ;
- 3,9 % d'Arméniens ;
- 2,3 % de Géorgiens.

### Religion
La majorité de la population appartient au christianisme orthodoxe dans la juridiction du patriarcat de Moscou avec une douzaine de lieux de culte dont en slavon la grande cathédrale russe Saint-Georges construite en 2003 et d'autres églises. En  ossète, les orthodoxes disposent de la belle église de la Nativité-de-la-Vierge, construite en 1815 et d'autres églises. L'Église apostolique arménienne possède ici une grande église, Saint-Grégoire, construite en 1868. La seconde religion est l'islam sunnite avec sa grande mosquée construite en 1906-1908 et rendue au culte dans les années 1990. La petite communauté catholique se réunit dans une petite chapelle (installée dans un ancien garage) vouée à l'Ascension. Cette communauté - surtout polonaise - comptait près d'un millier de fidèles avant la révolution de 1917 et en compte un peu plus de cent aujourd'hui. Le protestantisme adventiste s'est installé à Vladikavkaz dans les années 1990.
|                                                        |                                          |                                                   |
| Église de la Nativité-de-la-Vierge (orthodoxe ossète). | Église arménienne Saint-Grégoire (1868). | Mosquée sunnite de Vladikavkaz, au bord du Terek. |

## Économie
Vladikavkaz est un centre industriel. Les industries comprennent notamment le travail du zinc et du plomb, les machines, la chimie, le textile et l'agro-alimentaire.

## Transports
Vladikavkaz est desservie par un réseau de bus (marchroutkas). Il y a également un tramway depuis 1904. Un réseau de trolleybus a fonctionné de 1977 à 2010. Une gare ferroviaire se trouve également dans la ville.
La Route militaire géorgienne, qui fait partie de la Route européenne 117, commence dans cette ville et la relie avec la Transcaucasie. Au nord de Vladikavkaz passe la route fédérale R217, route reliant la M4 à la frontière avec l'Azerbaïdjan en desservant les villes de Ciscaucasie.
L'aéroport de Beslan se trouve à quinze kilomètres de Vladikavkaz.

## Culture et patrimoine
Vladikavkaz dispose d'une université, de musées, d'un théâtre, d'un planétarium et d'un centre de télévision. Parmi les monuments de la ville, il faut noter la mosquée sunnite érigée en 1908.

À 35 km au sud-ouest de Vladikavkaz, se trouve la station thermale de Karmadon, à 1 500 m d'altitude.

Le célèbre écrivain Mikhaïl Boulgakov a vécu à Vladikavkaz de 1919 à 1921. Il arriva avec l'armée anti-communiste de Dénikine dans la ville. Il écrit ses premières œuvres à Vladikavkaz et ses pièces de théâtre sont jouées au théâtre de la ville. Jugé « blanc » il est chassé de la ville par les bolcheviks en mai 1921.

## Sports
La ville abrite depuis 1921 le club de football du Spartak Vladikavkaz. Celui-ci a notamment remporté le championnat de Russie de football en 1995. Un autre club, l'Avtodor Vladikavkaz a également existé entre 1983 et 2011.

## Personnalités
- Evgueni Vakhtangov (1883-1922), acteur et un metteur en scène de théâtre russe d'origine arménienne, né dans la ville.
- Oleg Penkovsky (°1919), Homme militaire soviétique.
- Élie II de Tbilissi (°1933), patriarche de Géorgie, né dans la ville.
- Chalva Bedoïev (°1940), peintre russe travaillant à Vladikavkaz.
- Vladimir Kondra (°1950), joueur de volley-ball né à Vladikavkaz.
- Soslan Andiyev (1952-2018), champion olympique de lutte libre, né à Vladikavkaz.
- Valery Gergiev (°1953), chef d'orchestre russe d'origine ossète, élevé dans la ville.
- Valeri Gazzaev (°1954), entraîneur de football russe d'origine ossète, né dans la ville.
- Vitali Kaloïev (°1956), constructeur, architecte, criminel et homme politique russe d'origine ossète, né dans la ville.
- Tugan Sokhiev (°1977), chef d'orchestre russe d'origine ossète, directeur artistique de l'orchestre national du Capitole de Toulouse, né dans la ville.
- Artur Taymazov (°1979), lutteur ouzbek d'origine ossète, né dans la ville.
- Aslan Karatsev (°1993), joueur de tennis russe, né dans la ville.

## Jumelages
- Kardjali (Bulgarie) depuis 1965
- Asheville (États-Unis) depuis 1990
- Makhatchkala (Russie), dans la République du Daghestan
- Naltchik (Russie), capitale de la République de Kabardino-Balkarie
- Ardahan (Turquie)

## Illustrations

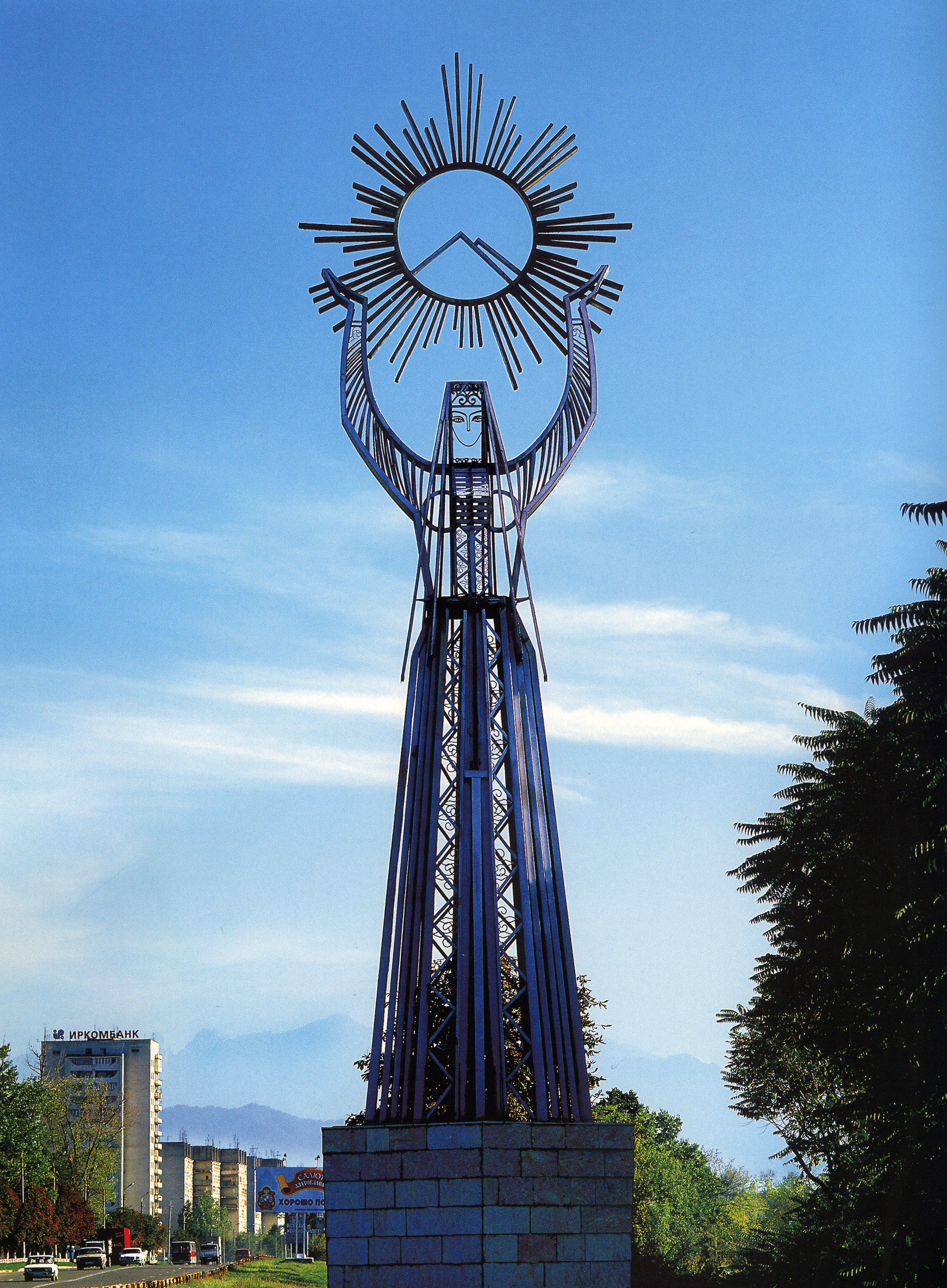
Monument symbole de Vladikavkaz